# Jensen Ackles
Pour les articles homonymes, voir Ackles.
Jensen Ross Ackles est un acteur et réalisateur américain, né le 1er mars 1978 à Dallas (Texas).
Il a notamment joué dans les séries télévisées Dark Angel, Dawson et Smallville. Il jouait et a obtenu une notoriété mondiale dans la série Supernatural avec le rôle de Dean Winchester, un des personnages principaux. Par la suite, il reprend ce rôle dans le spin off The Winchesters. Il apparaît également dans la série The Boys, par le même réalisateur que la série Supernatural. Il interprète le personnage de Soldier Boy.

## Biographie

### Enfance et formation
Jensen Ross Ackles est le fils de l'acteur Alan Roger Ackles (né en 1948) et de Danna Joan Shaffer. Il a des ancêtres allemands, irlandais et anglais. Il a un grand frère, Joshua (né en 1974), et une petite sœur, Mackenzie.
Il débute très tôt sa carrière artistique en posant pour des photographes dès l’âge de 4 ans, activité qu'il continue jusqu’à ses 10 ans.
En 1996, il obtient son bac au lycée Lloyd V. Berkner de Richardson (Texas), où il joue au baseball et à la crosse. Il avait prévu d'étudier la médecine du sport à l'Université Texas Tech pour devenir kinésitérapheute mais c’est en participant à une pièce de théâtre au lycée qu'il pense à devenir acteur. Il prend des cours d’art dramatique et s’installe à Los Angeles pour mettre toutes les chances de son côté.

### Carrière
En 1997, il décroche le rôle d'Eric Brady dans le feuilleton télévisé Des jours et des vies, où il joue jusqu'en 2000.
En 2001, Jensen joue le personnage Ben dans un épisode de la saison 1 épisode 17 de la série Dark Angel. Son personnage très apprécié le fait revenir dans toute la saison 2 dans le rôle d’Alec McDowell, le clone de Ben.
Après l’annulation de la série, il joue C.J., le petit ami de Jen dans la saison 6 de la série Dawson.
En 2004, il intègre l’équipe de la série Smallville qui entame sa quatrième saison. Il y joue Jason Teague, le nouveau petit ami de Lana Lang (Kristin Kreuk), qu’il a rencontrée lors d’un séjour à Paris.
À l'origine, il avait auditionné dans Smallville pour le rôle de Clark Kent, mais c'est Tom Welling qui a été choisi. Cependant, charmés par son audition et par l'alchimie qui passait entre Kristin Kreuk (Lana Lang) et Jensen, les producteurs ont décidé de lui offrir sa chance. C'est pourquoi, 3 années plus tard, ils ont fait appel à lui pour le rôle de Jason.

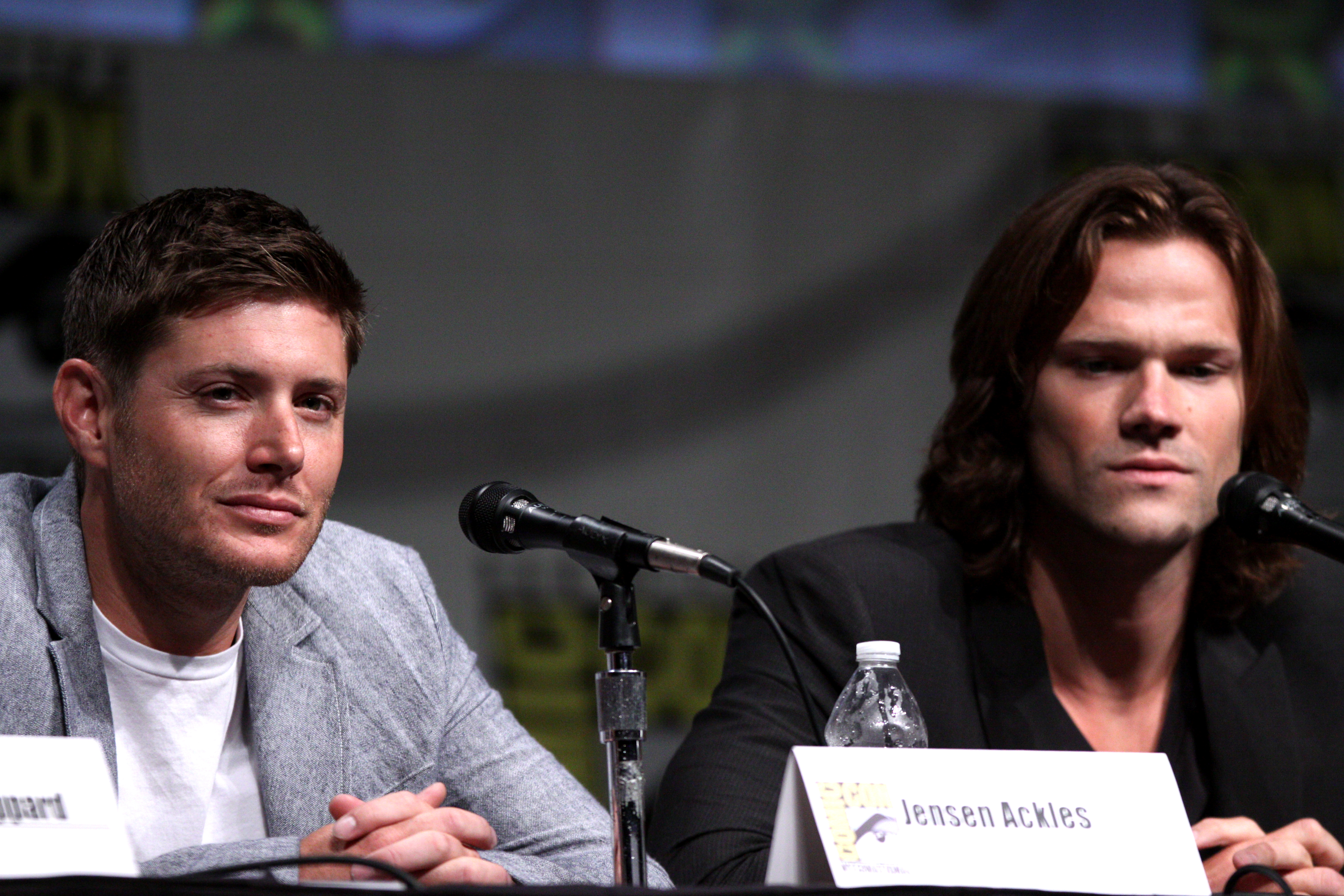
Jared Padalecki et Jensen en 2012.

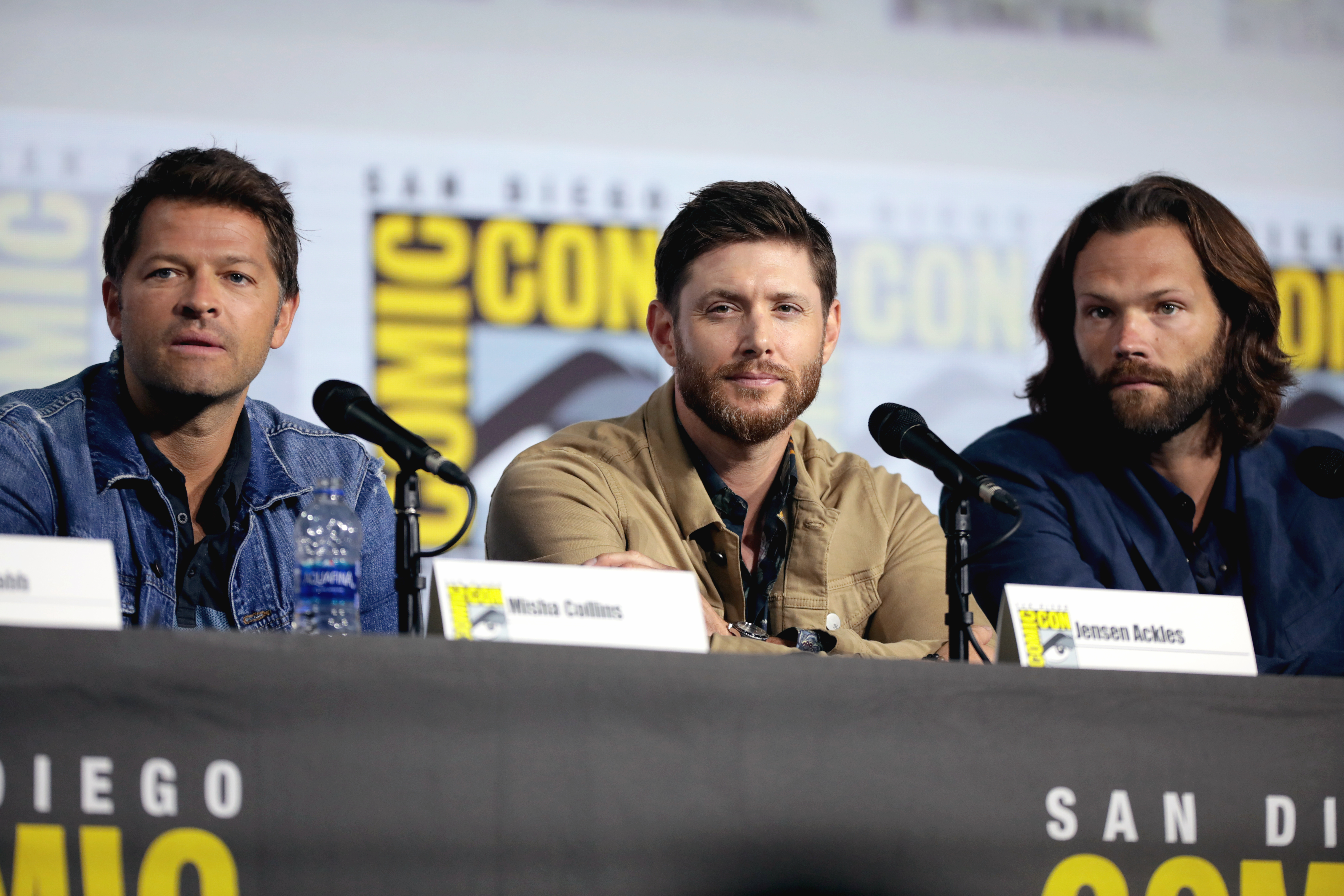
Misha Collins, Jensen Ackles et Jared Padalecki en 2019.

En 2005, il tourne de nouveau avec la chaîne The CW dans la série fantastique à succès, Supernatural, où il incarne Dean Winchester, un héros combattant le mal avec son frère Sam (Jared Padalecki) chasseurs de monstres surnaturels.
En 2009, il joue dans le film Meurtres à la Saint-Valentin en tant qu'acteur principal.
Il fait ses premiers pas en tant que réalisateur dans le quatrième épisode de la saison 6 de Supernatural, intitulé La Lamia (Weekend at Bobby's). L'épisode est apprécié aussi bien par la critique que par les fans de la série. Il réalise donc un nouvel épisode pour la septième saison, Amour de jeunesse (The Girl Next Door). Les deux épisodes, écrits par Andrew Dabb et Daniel Loflin, sont les premiers à être tournés et abordent moins le personnage de Dean.
Lors de la saison 8, Jensen Ackles repasse derrière la caméra pour l'épisode Heartache. Pour Laura Prudom du Huffington Post, « il est presque impossible de distinguer son travail de celui d'un réalisateur expérimenté », alors qu'il joue davantage dans cet épisode.
Il est également chanteur et guitariste avec d'autres acteurs de la série Supernatural (Rob Benedict, Richard Speight Jr, Mark Sheppard).
En 2017, il apparaît dans un épisode de Kings of Con où il retrouve Rob Benedict.
En 2019, il fait son retour au cinéma avec le premier film de Josh Duhamel, intitulé Buddy Games, avec Olivia Munn, Dax Shepard et Neal McDonough,.
Le 22 mars 2019, Jared Padalecki et Jensen Ackles annoncent publiquement par l'intermédiaire d'une vidéo sur le net que la série Supernatural s'arrêtera avec la saison 15 qui sera composée de 20 épisodes.
En 2018, Ackles collabore avec le musicien Steve Carlson pour créer le groupe Radio Company ainsi que leur premier album nommé Vol.1. Après plusieurs années à chanter aux conventions Supernatural, Jensen Ackles se lance professionnellement dans la musique avec la sortie de son premier album le 8 novembre 2019.
En 2020, il est annoncé que Jensen Ackles rejoint la série The Boys en tant que Soldier Boy. Par la suite, il reprend ce rôle dans la série Gen V.
En 2024, il apparaît succinctement à la fin de la 4ème saison de la série The Boys.

### Vie privée
Depuis mai 2007, il est le compagnon de l'actrice Danneel Harris, qu'il a rencontrée sur le tournage du film Ten Inch Hero. Après s'être fiancés en novembre 2009, ils se sont mariés le 15 mai 2010 à Dallas, au Texas.
Le 30 mai 2013, ils accueillent leur premier enfant, une fille Justice Jay. Le 2 décembre 2016, ils accueillent des jumeaux, un garçon, Zeppelin Bram et une fille, Arrow Rhodes,.

## Filmographie

### Cinéma

#### Longs métrages
- 2005 : Le Jeu des damnés (Devour) de David Winkler : Jake Gray
- 2007 : Ten Inch Hero de David MacKay : Priestly
- 2009 : Meurtres à la St-Valentin (My Bloody Valentine) de Patrick Lussier : Tom Hanniger
- 2010 : Batman et Red Hood : Sous le masque rouge (Batman: Under the Red Hood) : Red Hood (voix)
- 2019 : Buddy Games de Josh Duhamel : Jack Durfy
- 2021 : Batman: The Long Halloween de Chris Palmer : Bruce Wayne / Batman (voix)
- 2023 : Buddy Games : Réveil printanier (Buddy Games : Spring Awakening) de Josh Duhamel : Jack Durfy
- 2023 : Legion of Super-Heroes : Bruce Wayne / Batman (voix)
- 2023 : Justice League: Warworld : Bruce Wayne / Batman (voix)
- 2024 : Justice League: Crisis on Infinite Earths Part 1 : Bruce Wayne / Batman (voix)
- 2024 : Justice League: Crisis on Infinite Earths Part 2 de Jeff Wamester : Bruce Wayne / Batman (voix)
- 2024 : Justice League: Crisis on Infinite Earths Part 3 de Jeff Wamester : Bruce Wayne / Batman (voix)

#### Court métrage
- 2004 : The Plight of Clownana de Chris Dowling : Jensen

### Télévision

#### Séries télévisées
- 1995 : Wishbone : Michael Duss (saison 1 épisode 35)
- 1996 - 1997 : Mr Rhodes : Malcolm
- 1996 : Sweet Valley High : Brad (saison 3 épisode 17)
- 1997 : Cybill : David (saison 3 épisode 22)
- 1998 - 2000 : Des jours et des vies (Days of our Lives) : Eric Roman Brady
- 2001 - 2002 : Dark Angel : Alec McDowell (X5-494) et Ben (X5-493)
- 2001 Blonde : Eddie G (saison 1 épisode 2)
- 2002 - 2003 : Dawson (Dawson's Creek) : C.J.
- 2003 - 2004 : Still Life : Max Morgan (Saison 1 épisode 1)
- 2004 - 2005 : Smallville : Jason Teague
- 2005 - 2020 : Supernatural : Dean Winchester
- 2011 : Supernatural : The Animation : Dean Winchester (saison 1 épisodes 21 et 22)
- 2015 : The Hillywood Show : Un danseur
- 2017 : Kings of Con : Justin Angles (invité saison 1 épisode 10)
- 2022 : Walker : Miles Vyas (caméo saison 2 épisode 14)
- 2022 - 2023 : Big Sky : Beau Arlen
- 2022 - 2023 : The Winchesters : Dean Winchester
- 2022 - 2024 : The Boys : Soldier Boy
- 2023 : Gen V : Soldier Boy (saison 1 épisode 6)
- 2024 : Tracker : Russell Shaw (saison 1 épisode 12 ; saison 2 épisode 2)
- 2025 : Countdown : Mark Meachum

### Jeux vidéos
- 2010 : Tron: Evolution : Gibson (voix)
- 2010 : The 3rd Birthday : Kyle Madigan (voix)
- 2010 : Tron: Evolution - Les Batailles du damier (Tron Evolution: Battle Grids) : Gibson (voix)

### Réalisateur
- 2010 - 2012 : Supernatural (4 épisodes)
- 2022 : Walker (saison 2, épisode 14)

### Musique
- 2019 : Vol. 1 de Radio Company
- 2021 : Vol. 2 de Radio Company
- 2023 : Keep on Ramblin’ de Radio Company

## Voix francophones
En France, Jensen Ackles est régulièrement doublé par Fabrice Josso depuis 2001,. Au Québec, Jensen Ackles n'a pas encore de voix régulière.
En France
Modèle:Col-1
- Fabrice Josso dans :
  - Dark Angel (série télévisée)
  - Dawson (série télévisée)
  - Smallville (série télévisée)
  - Le Jeu des damnés
  - Supernatural (série télévisée)
  - Meurtres à la St-Valentin
  - Buddy Games
  - The Boys (série télévisée)
  - Big Sky (série télévisée)
  - The Winchesters (série télévisée)
  - Buddy Games : Réveil printanier
  - Gen V (série télévisée)
  - Tracker (série télévisée)

| - Adrien Antoine dans : - Batman: The Long Halloween (voix) - Justice League : Crisis on Infinite Earths, partie 1 (en) (voix) Et aussi - Tanguy Goasdoué dans Des jours et des vies (série télévisée) - Christophe Lemoine dans Batman et Red Hood : Sous le masque rouge (voix) - Jérôme Fonlupt dans Countdown (série télévisée) |

Au Québec
- Adrien Bletton dans (les séries télévisées) :
  - The Boys
  - Génération V

Et aussi
- Pierre Auger dans Meurtres à la St-Valentin
- Frédéric Paquet  dans Countdown

## Distinctions
Jensen Ackles a été à plusieurs reprises nommé et récompensé pour ses rôles dans Des jours et des vies et Supernatural :

### Récompenses
- Soap Opera Digest Awards 1998 : meilleure révélation masculine pour Des jours et des vies
- People's Choice Awards 2014 : Relation amicale TV préférée partagé avec Jared Padalecki et Misha Collins dans une série télévisée fantastique pour Supernatural
- Teen Choice Awards 2015 : Meilleure alchimie partagé avec Misha Collins pour Supernatural
- People's Choice Awards 2016 : Acteur TV préféré partagé pour Supernatural
- Critics' Choice Super Awards 2021 : meilleur acteur pour Supernatural

### Nominations
- Daytime Emmy Awards 1998 : Meilleur jeune acteur dans une série télévisée dramatique pour Des jours et des vies
- Daytime Emmy Awards 1999 : Meilleur jeune acteur dans une série télévisée dramatique pour Des jours et des vies
- Online Film & Television Association Awards 1999 : meilleur acteur dans un second rôle pour Des jours et des vies
- Daytime Emmy Awards 2000 : Meilleur jeune acteur dans une série télévisée dramatique pour Des jours et des vies
- Online Film & Television Association Awards 2000 : meilleur acteur dans un second rôle pour Des jours et des vies
- Constellation Awards 2006 : meilleure performance masculine dans un épisode télévisé de science-fiction pour Supernatural pour l’épisode Le Sacrifice
- Teen Choice Awards 2006 : meilleure révélation masculine pour Supernatural
- SFX Awards 2007 : meilleur acteur TV dans une série télévisée fantastique pour Supernatural[réf. souhaitée]
- Constellation Awards 2007 : meilleure performance masculine dans un épisode télévisé de science-fiction pour Supernatural (Pour l’épisode Comme dans un rêve).
- Constellation Awards 2008 : meilleure performance masculine dans un épisode télévisé de science-fiction pour Supernatural (Pour l’épisode  Au commencement ).
- Constellation Awards 2009 : meilleure performance masculine dans un épisode télévisé de science-fiction pour Supernatural (Pour l’épisode  Apocalypse 2014).
- Constellation Awards 2012 : meilleure performance masculine dans un épisode télévisé de science-fiction pour Supernatural (Pour l’épisode  We Need to talk about Kevin).
- Teen Choice Awards 2012 : Meilleur acteur TV pour Supernatural
- People's Choice Awards 2013 : Acteur dramatique TV préféré pour Supernatural
- SFX Awards 2013 : meilleur acteur pour Supernatural
- Teen Choice Awards 2013 : Meilleur acteur TV pour Supernatural
- People's Choice Awards 2014 : Acteur fantastique TV préféré pour Supernatural
- Russian National Movie Awards 2014 : meilleur duo étranger de l’année partagé avec Jared Padalecki pour Supernatural
- People's Choice Awards 2015 :
  - Acteur fantastique TV préféré pour Supernatural
  - Duo TV préféré partagé avec Jared Padalecki pour Supernatural
- People's Choice Awards 2017 : Acteur fantastique TV préféré pour Supernatural
- Teen Choice Awards 2017 : Meilleur acteur TV pour Supernatural